# Kamik od Trešjavca
Kamik od Trešjavca je nenaseljeni otočić u uvali Trešjavac, na južnoj strani Biševa. Od obale Biševa je udaljen oko 200 metara.
Površina otoka je 1748 m2, a visina oko 15 metara.